# NGC 187
NGC 187 est une galaxie spirale barrée située dans la constellation de la Baleine. NGC 187 a été découverte par l'astronome américain Ormond Stone en 1885.

## Caractéristiques
Sa vitesse par rapport au fond diffus cosmologique est de  3 618 ± 24 km/s, ce qui correspond à une distance de Hubble de 53,4 ± 3,8 Mpc (∼174 millions d'al).
La classe de luminosité de NGC 187 est III-IV.